# 布瓦莱帕尔尼
布瓦莱帕尔尼（法語：Bois-lès-Pargny，法語發音：[bwa lɛ paʁɲi]）是法国上法蘭西大區埃纳省的一个市镇，属于拉昂区。

## 地理
布瓦莱帕尔尼（49°43'53"N, 3°39'2"E）面积10.32 平方千米，位于法国上法蘭西大區埃纳省，该省份为法国北部内陆省份，北起北部省，西接索姆省和瓦兹省，东临阿登省和马恩省，西南至塞纳-马恩省，东北部与比利时接壤。
与布瓦莱帕尔尼接壤的市镇（或旧市镇、城区）包括：沙蒂永莱松、舍夫勒西-蒙索、塞尔河畔克雷西、代尔西、埃尔隆、新蒙索和福库济、莫尔捷、帕尔尼莱布瓦、松和龙谢尔。

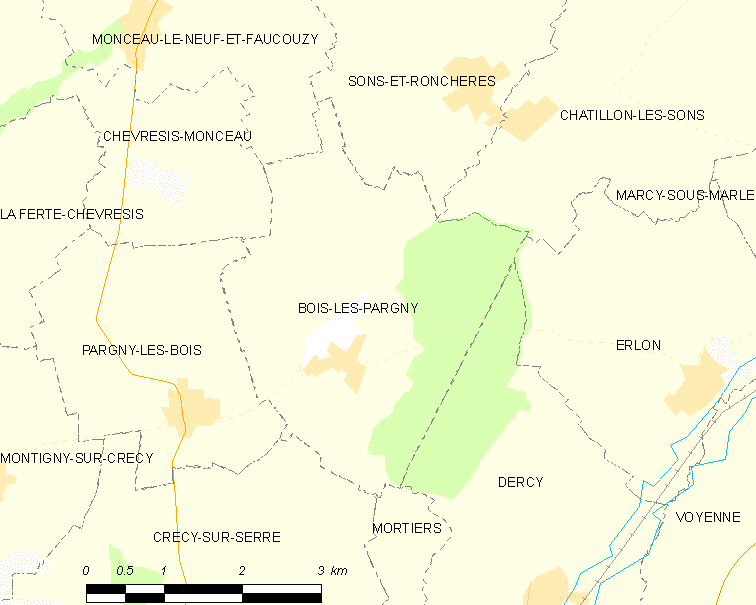
布瓦莱帕尔尼的OSM定位图

布瓦莱帕尔尼的时区为UTC+01:00、UTC+02:00（夏令时）。

## 行政
布瓦莱帕尔尼的邮政编码为02270，INSEE市镇编码为02096。

## 政治
布瓦莱帕尔尼所属的省级选区为马尔勒县。

## 人口

1962-2008年间布瓦莱帕尔尼人口变化图示

布瓦莱帕尔尼于2022年1月1日时的人口数量为188人。